# Afonso Gonçalves Baldaia

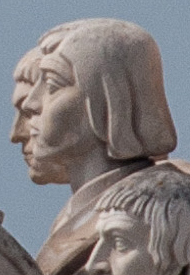
Beeltenis van Afonso Gonçalves Baldaia op het Padrão dos Descobrimentos

Afonso Gonçalves Baldaia (Porto, ca. 1415 – Praia, 1481) was een Portugees zeevaarder en ontdekkingsreiziger.
Hij maakte in opdracht van Hendrik de Zeevaarder twee expedities langs de kust van de Westelijke Sahara en geldt als ontdekker van de Rio de Oro. Baldaia was een van de eerste Portugese zeevaarders die voorbij Kaap Bojador kwam. Samen met Gil Eanes maakte Baldaia in 1435 de eerste expeditie en een jaar later alleen de tweede. Hij kwam tot Pedra da Galé en was mogelijk de eerste Europeaan die voorbij de Kreeftskeerkring voer. Hij was daarna werkzaam in Porto. Aangenomen wordt dat hij dezelfde persoon is als de Kaapverdische Afonso Gonçalves de Antona Baldaia die in het gevolg van Jacob van Brugge naar de Azoren trok en een van de eerste kolonisten op Terceira werd.